# 코리아 오픈 배드민턴
코리아 오픈 배드민턴(Korea Open badminton)은 대한민국에서 개최되는 국제 배드민턴 대회로, 1991년에 창설되었다.